# Kirschnerova žica
Kirschnerova žica je sterilna, glatka, na jednom kraju zašiljena, žica koja se koristi u ortopediji i raznim drugim oblicima kirurgije čovjeka i veterini. Žice nalazimo različitih debljina (1 do 2 mm) i koriste se kako bi držale zajedno pojedine dijelove kosti ili u skeletalnoj trakciji da omoguće hvatište na kosti.
U upotrebu ju je uveo Martin Kirschner, 1909.g.